# École supérieure d'électricité
École supérieure d'électricité (Supelec) är en fransk grande école som utexaminerar generalistingenjörer i norra Frankrike (Gif-sur-Yvette, Metz, Rennes), och som är medlem av Université Paris-Saclay.

## Utbyte och dubbla examina
Flera svenska tekniska högskolor, till exempel Lunds tekniska högskola och Kungliga Tekniska högskolan, har utbyte med Supelec, bland annat nätverket TIME, som efter ett tvåårigt utbyte ger rätt till en examen också från den utländska högskolan.

## Framstående personer som utexaminerats från Supelec
- Léon Brillouin, fransk-amerikansk fysiker